# Ojciec Eliasz. Czas Apokalipsy
Ojciec Eliasz. Czas Apokalipsy (ang. Father Elijah. An Apocalypse) – powieść kanadyjskiego pisarza Michaela D. O'Briana.

## Opis fabuły
Ojciec Eliasz (Dawid Schäfer) jest karmelitą w klasztorze na górze Karmel. Jest z pochodzenia polskim Żydem; jako chłopak uciekł z getta, a po zakończeniu II wojny światowej przedostał się do Izraela. Jako prawnik uczestniczył w procesach nazistowskich zbrodniarzy, m.in. Eichmanna. Błyskotliwą karierę polityczną przerwała tragiczna śmierć żony i ich nienarodzonego dziecka. Dawid zostaje katolikiem, następnie wstępuje do karmelitów, gdzie przyjmuje imię Eliasz. Jego spokojne życie zostaje zakłócone przez nagłe wezwanie do Watykanu. Ojciec święty zleca Eliaszowi niezwykle trudną misję skontaktowania się z prezydentem Unii Europejskiej, przestrzeżenia go i wezwania go do nawrócenia. Papież podejrzewa, że koniec świata i Kościoła nadchodzi, a prezydent – wybitny humanista, dążący do zjednoczenia wszystkich narodów w imię pokoju i wprowadzenia raju na ziemi – może być oczekiwanym antychrystem.
Przebywając w środowisku prezydenta Eliasz poznaje Annę Benedetti, która staje się jego sprzymierzeńcem w walce z wrogami Kościoła, którzy dążą do rozmycia doktryny katolickiej, wprowadzają swoich ludzi na wysokie stanowiska kościelne, a nawet wzywają papieża do dymisji. Annie udaje się zebrać obciążające prezydenta dowody, lecz zostaje zamordowana. Media zrzucają odpowiedzialność na Eliasza. Papież wysyła go na pustynię w pobliżu Efezu, polecając przygotować się do nadchodzącego końca. Eliasz, zanim się tam uda, decyduje się na bezpośrednią konfrontację z prezydentem. Wślizguje się do jego apartamentów i przeprowadza egzorcyzm. Mówi: "Teraz posłuchaj słów, które mówi do ciebie Pan: Pomimo że sprzedałeś się aniołowi ciemności po tysiąckroć, daję ci ostateczny wybór. Możesz jeszcze od niego odejść." Prezydent nie decyduje się na nawrócenie.
Ostatnie karty powieści ukazują Eliasza przebywającego na pustyni w pobliżu Efezu. Dowiaduje się, że prezydent planuje wielką konferencję w Jerozolimie. Udaje się tam w towarzystwie jednego z współbraci.